# 4323 Hortulus
A 4323 Hortulus (ideiglenes jelöléssel 1981 QN) a Naprendszer kisbolygóövében található aszteroida. Paul Wild fedezte fel 1981. augusztus 27-én.